# Melanesobasis annulata
Melanesobasis annulata là một loài chuồn chuồn kim trong họ Coenagrionidae.
Melanesobasis annulata is in 1869 voor het eerst wetenschappelijk beschreven bởi Brauer.